# Othello (film 1995)
Othello è un film del 1995 diretto da Oliver Parker, basato sull'omonima tragedia di William Shakespeare, ed interpretato da star cinematografiche del calibro di Laurence Fishburne (Otello), di Irène Jacob (Desdemona), di Kenneth Branagh (Iago).
Questa è stata la prima riproduzione cinematografica del dramma shakesperiano, prodotto da un grande studio cinematografico, che ha scelto un attore afro-americano a svolgere il ruolo di Otello, nonostante precedentemente in film indipendenti a basso budget del dramma il protagonista venne interpretato da Ted Lange e Yaphet Kotto.
Il film non ebbe successo, incassando solo 2,8 milioni di dollari negli Stati Uniti  a fronte di un budget di ben 11 milioni di dollari, ma ebbe recensioni ampiamente positive, soprattutto per l'interpretazione di Branagh. Janet Maslin ha scritto sul New York Times:
"la prestazione superba del sig. Branagh, nel ruolo dell'uomo i cui machiavellici intrighi guidano la storia della caduta di Otello, garantisce in questo film una immediatezza che qualsiasi pubblico capirà". Kenneth Branagh è stato candidato per un Screen Actors Guild Award per la sua interpretazione, nella prestazione eccezionale di un attore protagonista in una categoria non protagonista.

## Trama
Otello, fedele servitore del doge di Venezia, è invidiato crudelmente dal viscido Iago, che decide di tradirlo. Infatti, mentre Otello è impegnato a combattere in mare i pirati Saraceni, Iago cerca di sedurre la bella Desdemona, moglie del "Moro di Venezia", e di seguito cerca di far sembrare a Otello stesso che Desdemona voglia tradirlo con un altro ufficiale dell'esercito. A questo punto Otello perde la testa e strangola Desdemona, ma presto la verità viene a galla e Iago viene giustiziato, ma ciò non riporterà ad Otello la sua amata.

## Riconoscimenti
- 1996 - Screen Actors Guild Awards
  - Nomination Migliore attore non protagonista a Kenneth Branagh
- 1996 - Image Award
  - Nomination Miglior film
  - Nomination Miglior attore protagonista a Laurence Fishburne